# Aspiromitus agrestis
Aspiromitus agrestis là một loài rêu trong họ Anthocerotaceae. Loài này được Paton Schljakov mô tả khoa học đầu tiên năm 1982.